# 土田翼
土田 翼（つちだ つばさ）は、NHKのアナウンサー。

## 人物
愛知県一宮市出身。愛知県立一宮高等学校を経て、東京理科大学薬学部に入学。同大学院薬学研究科修了。
2018年にNHKに入局。初任地は青森放送局。2021年3月から鳥取放送局へ赴任。2025年3月から名古屋放送局へ赴任。

## 嗜好・挿話
- 好きな食べ物はうどんと刺身。
- 趣味・特技は音楽鑑賞、散歩、ピアノ、ハンドボール、細胞培養[3]。
- 学生時代はTCP Artistに所属。『あらぶんちょ!ぷらす』に出演していた[4]。
- 大学ではメタロチオネインの研究を行っていた[2]。
- 実兄はBOYS AND MENの元メンバー土田拓海である[5]。

## 現在の担当番組
- おはよう東海（キャスター・2025年3月 - ）（隔週担当[6]）
- 東海3県・東海北陸のニュース
- あさイチ（2025年4月 - ） - 東海地域中継リポーター[7]

## 過去の担当番組
青森放送局時代（2018年度 - 2021年度）
- どーも、NHK（2018年6月3日） - 新人お披露目
- 青森のニュース・気象情報
- あっぷるワイド（中継・リポート）
- あっぷるラジオ（不定期）
- 第100回全国高等学校野球選手権記念大会（2018年8月11日） - 八戸学院光星高等学校 対 明石商業高等学校 ふるさとリポーター
- お取り寄せ不可!?列島縦断 宝メシグランプリ　Part1・Part2（2018年11月23日） - 木本武宏と東北ブロック・プレゼンター
- おはよう日本（2019年8月9日） - 青森県田舎館村より生中継
- NHKジャーナル（2019年10月8日） - 「ジャーナル地域発 津軽三味線の音色を楽譜に残したい」プレゼンター
- お取り寄せ不可!?列島縦断 宝メシグランプリ2019　Part1・Part2（2019年10月14日） - 元乃木坂46生駒里奈と東北ブロック・プレゼンター
- あさイチ
  - 「高校生による“暗闇レストラン”～青森県十和田市～」（2019年12月19日） - 十和田市三本木農業高校のリポート
  - 「みんなでシェア旅　青森の人気者スペシャル」（2020年9月24日） - リポーター
  - おでかけLIVE（2020年11月30日 - 12月3日） - 中継現場リポーター[8]
  - 「みんなでシェア旅　宮崎&青森SP いま地元で人気のものから新名物まで!」（2021年11月25日） - リポーター
- 岩手県沖地震のニュース（2021年10月6日） - キャスター
- ロコだけが知っている 「全国個性派イルミネーション&東北ソウルフードSP」（2021年12月15日）
- 第69回NHK杯テレビ囲碁トーナメント決勝（2022年3月13日） - 司会

鳥取放送局時代（2022年度 - 2024年度）
- いろ★ドリ（2022年4月4日 - 2025年3月21日） - キャスター
- あさイチ
  - いまオシ!LIVE「食卓革命!陸上養殖サバ」（2022年6月13日）
  - いまオシ!LIVE「小っちゃくても本格派!ミニSLでGO!」（2022年6月14日）
- ラジオおはよう中国 広島県・中国地方のニュース・気象情報（2022年8月3日） - 広島放送局への応援
- 令和4年 広島平和記念式典（2022年8月6日） - 中継リポーター
- スパイス!!「スパイス!! × いろ★ドリ コラボスペシャル」（2024年3月2日、日本海テレビ） ※3月3日に日本海テレビとNHK総合・鳥取の2局がテレビ放送開始65周年を迎えたことによるもの
- 第71・72回NHK杯テレビ囲碁トーナメント決勝 - 司会
- 実証科学バラエティー 百聞はジッケンに如かず
  - 「ウソはニンゲンの始まり?」（2024年8月14日） - リポーター
  - 「人は外見によってどれほど変わる?」（2025年2月5日） - リポーター
- 鳥取・山陰のニュース・気象情報
- やしろ荘でごにょごにょ（不定期）

名古屋放送局時代（2025年度 - ）